# Requiem in do minore (Cherubini)
Il Requiem in do minore per coro misto e orchestra è un'opera del compositore italiano Luigi Cherubini, composta nel 1816 a Parigi ed eseguita per la prima volta nella Basilica di Saint-Denis il 21 gennaio 1817, per ricordare il ventiquattresimo anniversario della morte per decapitazione del re Luigi XVI a seguito dello scoppio della Rivoluzione francese. Fra i molti, è stato apprezzato e lodato da compositori quali Beethoven, Brahms e Schumann.

## Contesto storico
Cherubini era all'epoca (1815) appena stato nominato Surintendant de la musique presso la cappella musicale reale dal sovrano Luigi XVIII dopo la restaurazione della monarchia e l'instaurazione di una nuova politica di riconciliazione con il passato e con la Chiesa dopo i soprusi della Rivoluzione francese. Per questo motivo fu commissionata a Cherubini una messa da requiem in memoria della morte dell'ultimo sovrano dei Capetingi prima degli eventi bellici e dell'era napoleonica. La data del 21 gennaio era stata negli ultimi 20 anni anche festa nazionale, segnando l'avvento della repubblica, ma al ripristino della monarchia essa fu solamente un triste ricordo, commemorato non come festa nazionale ma come giornata della memoria. Lo stesso requiem, dopo la sua prima esecuzione, fu ripetuto nella stessa chiesa per un altro evento luttuoso poco più di 4 anni dopo: l'assassinio di Carlo di Borbone, Duca di Berry ed erede al trono, avvenuto il 13 febbraio 1820. Per l'occasione venne aggiunta anche una Marcia funebre e un mottetto (In Paradisum deducant te angeli).

## Caratteristiche
In Francia per più di 50 anni un'altra era stata la messa da requiem più eseguita e in un certo qual modo quella ufficiale: la Grande messe des morts di François-Joseph Gossec, improntata ad uno stile alto, accademico e, in certi suoi punti, quasi marziale. Il Requiem di Cherubini invece se ne discosta in modo molto drastico, evitando l'usuale alternanza fra momenti corali e solistici (essendo il suo requiem privo del quartetto vocale a solo) e spogliando la tecnica coristica di ogni accenno compositivamente virtuosistico, se si eccettua la fuga a quattro voci compresa nell'Offertorio. Ciò dovuto principalmente alla formazione dello stesso Cherubini che aveva imparato molto dalla tecnica palestriniana durante il suo apprendistato presso Padre Martini.
La parte orchestrale è invece di "impressionante modernità", caratterizzata sia da tratti di inestimabile dolcezza sia da parti di vigorosa sonorità (si veda ad esempio il Dies Irae), che tanto influenzeranno la musica di Hector Berlioz, pur mantenendo dei collegamenti con la precedente storia della musica (si vedano i colori cupi dell'Introito, caratterizzati dal suono di viole, violoncelli, contrabbassi e fagotti, con l'esclusione dei violini).

## Discografia
| Direttore           | Orchestra e Coro                                           | Etichetta       | Registrato |
| ------------------- | ---------------------------------------------------------- | --------------- | ---------- |
| Arturo Toscanini    | NBC Symphony Orchestra e Robert Shaw Chorale               | RCA Victor      | 1950       |
| Carlo Maria Giulini | Orchestra e Coro dell'Accademia Nazionale di Santa Cecilia | EMI Classics    | 1952       |
| Roger Wagner        | Royal Philharmonic Orchestra e Roger Wagner Chorale        | Angel Records   | 1960       |
| Luigi Toffolo       | Orchestra Filarmonica e Coro del Teatro Verdi di Trieste   | Philips Records | 1961       |
| Lamberto Gardelli   | ORF Orchestra Sinfonica e Coro della Radio di Vienna       | Philips Records | 1978       |
| Riccardo Muti       | Philharmonia Orchestra e Ambrosian Singers                 | EMI Classics    | 1982       |